# Langley (Essex)
Langley – wieś i civil parish w Anglii, w hrabstwie Essex, w dystrykcie Uttlesford. Leży 39 km na północny zachód od miasta Chelmsford i 57 km na północ od Londynu. W 2011 roku civil parish liczyła 355 mieszkańców.